# 어린 덴마크인 실험
어린 덴마크인 실험(덴마크어: eksperimentet)은 1951년 덴마크가 22명의 그린란드 이누이트 아동(이른바 "실험 아동들"; 덴마크어: eksperimentbørn)을 덴마크 위탁 가정으로 보내 "어린 덴마크인"으로 재교육하려 한 작전이었다. 아동들은 모두 고아여야 했으나, 대부분은 고아가 아니었다. 덴마크에 있는 동안 6명은 입양되었고, 16명은 그린란드로 돌아왔으나 덴마크어를 사용하는 고아원에 배치되어 다시는 가족과 함께 살지 못했다. 아동 중 절반은 정신 건강 문제를 겪었고, 절반은 젊은 나이에 사망했다. 덴마크 정부는 그린란드 관리들의 수년간의 요구 끝에 2020년 공식 사과했다.

## 배경
제2차 세계 대전 이후, 덴마크 정부 관리들과 비정부기구들은 그린란드 사회가 저개발 상태라고 믿었고, 이를 재설계하고자 했다. 적십자사와 세이브 더 칠드런과 함께, 그들은 그린란드 아동들을 덴마크 본토로 데려와 덴마크어를 배우게 하고 덴마크 가정에서 양육한 뒤 "어린 덴마크인"으로서 그린란드로 돌려보내는 시스템을 만드는 실험을 고안했다. 식민지 연구자 클레어 루이스 맥리스키에 따르면, 이들은 "그린란드인의 새로운 지배 계층"이 될 집단이었다. 아동들은 그린란드 사제들이 특정 기준에 따라 선발하기로 되어 있었다: 약 6세, 정신적 또는 신체적 장애가 없으며, 고아여야 했다.

## 실험

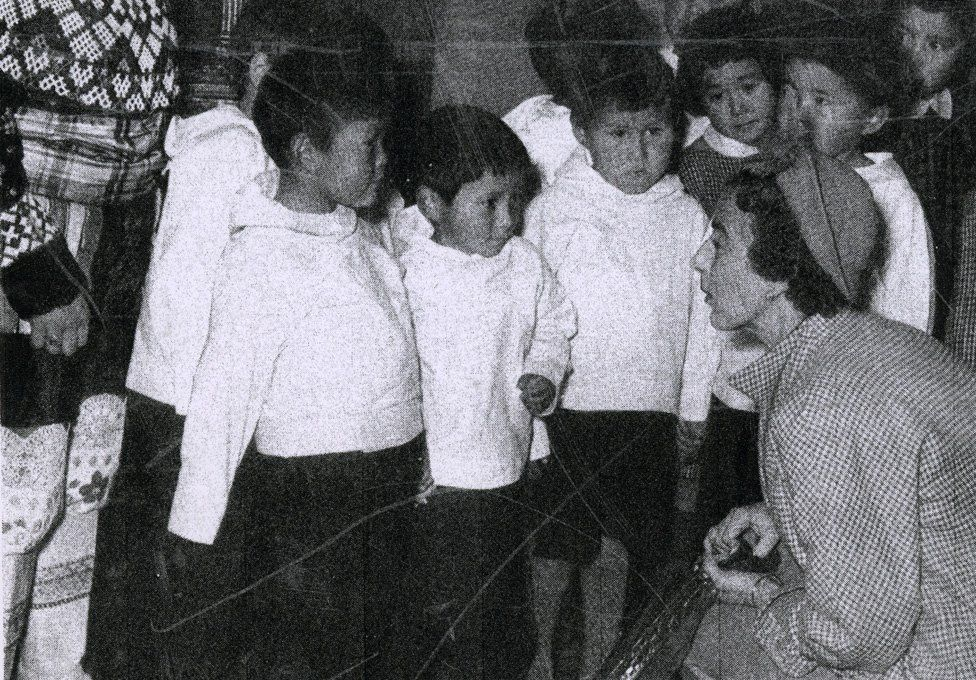
1951년 페드가르덴을 방문한 잉리드 왕비

선발된 참가자들은 모두 부모가 없고 약 6세여야 했지만, 사제들은 자격을 갖춘 아동을 충분히 찾지 못했다. 결과적으로 단 6명만이 고아였고, 실험이 시작됐을 때 한 아동은 9세였다. 선발이 완료되자, MS 디스코호는 1951년 5월 13명의 소년과 9명의 소녀로 구성된 22명의 그린란드 이누이트 아동을 태우고 누크를 출발했다. 그들은 곧 덴마크 코펜하겐에 도착했는데, 이는 실험 아동 중 한 명인 헬레네 티에센이 "전에 들어본 적도 없는 나라"였다. 세이브 더 칠드런이 운영하는 소위 페드가르덴 홀리데이 캠프로 이동한 후, 그들은 전염병을 옮길 우려가 있다는 이유로 즉시 격리되었다. 이 격리는 여름 내내 지속되었고, 그곳에서 티에센은 습진이 발생했다. 덴마크의 잉리드 왕비가 캠프를 방문하여 아이들과 사진을 찍었다. 티에센은 왕비의 방문에 대해 "아무것도 이해하지 못했다"고 말했으며, 실험에 대한 그의 일반적인 불안감이 사진에서 드러났는데, "우리 중 누구도 웃고 있지 않았다"고 했다.
이후 아동들은 1년 이상 덴마크 위탁 가정에 배치되었다. 그곳에서 그들은 덴마크어를 배우고 칼라히수트를 잊었다. 약 6개월 후 누크로 돌려보내질 예정이었으나, 프로그램의 고아원 건설이 지연되었고, 덴마크에서 1년간 머무는 동안 그들 중 6명은 덴마크 가정에 입양되었다.

## 여파와 사과

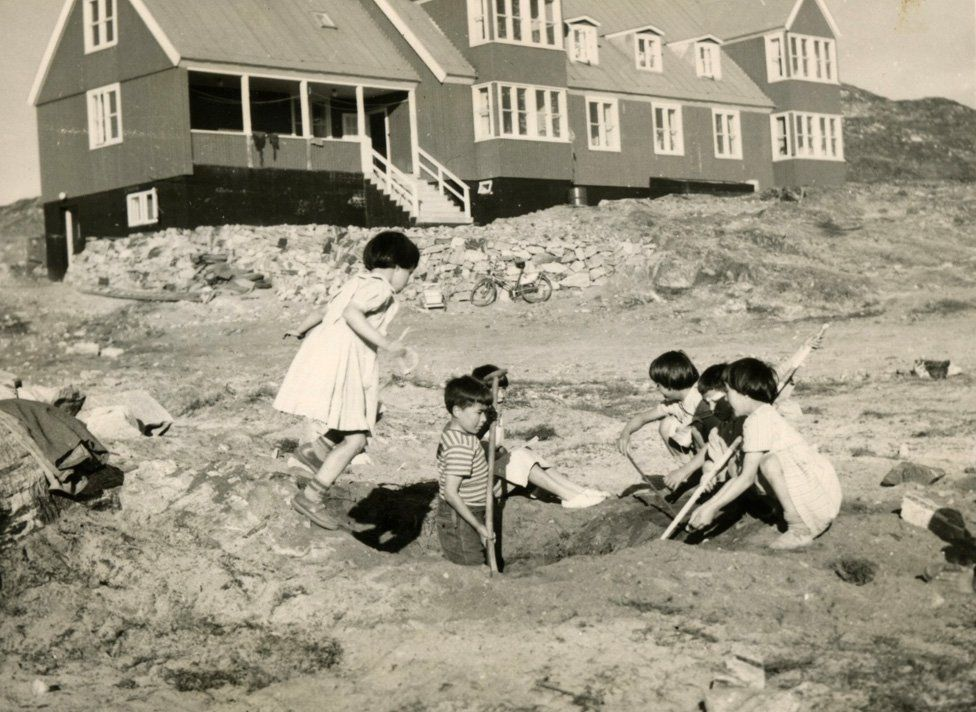
그린란드 고아원의 아동들

16명의 아동이 그린란드로 돌아왔으며, 6명은 덴마크 가정에 입양되었다. 그린란드로 돌아온 아이들은 기록 문서에 따르면 "최상급"이었다. 그들 중 누구도 다시는 가족과 함께 살지 못했으며, 설령 그럴 수 있다 해도 더 이상 같은 언어를 말할 수 없었다. 그들은 고아원에 배치되었고, (그린란드 이누이트 직원들과 함께) 덴마크어만 사용하도록 허용되었다. 이 정책은 아이들에게 덴마크식 생활의 "이점"을 전달하기 위한 것이었다. 1960년까지 모든 아이들이 고아원에서 나갔으며, 22명 중 16명은 평생 대부분을 그린란드 밖에서 살았다. 아동 중 약 절반은 평생 동안 정신건강 장애, 약물 남용, 자살 시도 등을 경험했으며, 절반은 젊은 나이에 사망했다. 그들은 광범위한 문화적 고립과 사회적 소외를 경험했으며, 티에센은 그들이 "삶의 목적 의식을 잃었다"고 말했다. 1960년대와 1970년대에는 아이들이 잠시 덴마크에 갔다가 가족에게 돌아오는 형태의 변형된 실험이 시행되었다. 이러한 실험들도 아이들에게 부정적인 영향을 미쳤다.
1996년, 한 덴마크 기록보관원이 티에센에게 처음으로 그가 실험 참가자였다고 알려주었고, 1998년 덴마크 적십자사는 이에 대한 "유감"을 표명했다. 2009년, 그린란드 총리 쿠픽 클라이스트는 덴마크 정부에 사과를 요구하며 이 실험이 "전형적인 식민지 사례"라고 말했다. 같은 요구는 덴마크 사회민주당에서도 제기되었는데, 이들은 실험에 대한 조사위원회 설치 요청과 함께 이를 국가의 "어두운 장"이라고 불렀다. 이러한 요구에도 불구하고, 덴마크 총리 라르스 뢰케 라스무센은 사과하지 않고 다음과 같이 말했다. "역사는 바꿀 수 없다. 정부는 식민지 시대를 우리의 공유된 역사에서 마감된 부분으로 간주한다. 우리는 시대가 변했다는 사실에 만족해야 한다." 반면, 세이브 더 칠드런은 실험에 대해 사과했으며, 동시에 관련 문서를 의도적으로 파기했을 수 있다고 말했다. 이들은 2015년에 다시 사과했고, 사무총장은 "우리는 절대 당국과 이런 성격의 협력을 다시 하지 않을 것"이라고 말했다. 라스무센이 사과를 거부한 것처럼, 이후의 덴마크 총리들도 그랬으며, 헬레 토르닝슈미트는 조사에 참여하기를 거부했다. 2019년, 덴마크 의회(폴케팅)의 그린란드 출신 의원 두 명이 요구했는데, 아야 켐니츠 라르센(이누이트 아타카티기트)은 사과를 요구했고, 이네키 킬센(시우무트)은 조사위원회 설치를 요구했다. 킬센의 요청에 따라, 라스무센은 그린란드 총리 킴 킬센과 함께 위원회 설치에 동의했지만, 다시 한번 사과는 거부했다.
이듬해, 위원회 보고서를 기다린 끝에, 덴마크 정부와 메테 프레데릭센 총리는 어린 덴마크인 실험에 대해 공식 사과했다. 당시 실험 생존자는 단 6명이었으며, 그중에는 실험을 공식적으로 인정하도록 주장해온 당시 76세의 헬레네 티에센도 있었다. 2021년 12월, 생존자들은 "현행 덴마크법과 인권 위반"에 대해 덴마크로부터 25만 크로네(38,000달러) 보상을 요구하는 소송을 제기했다. 덴마크 사회부 장관 아스트리드 크라그는 정부가 그들의 변호사들과 "대화 중"이라고 말했지만, 덴마크에게 "가장 중요한 측면은 공식 사과였다"고 강조했다. 2022년 3월, 정부는 6명의 생존 실험 참가자들이 총리로부터 직접 사과를 받고 요청한 25만 크로네의 보상금을 받게 될 것이라고 발표했다. 프레데릭센은 누크로 가서 연설을 통해 사과했다.

## 주해와 각주

### 주해
1. ↑  티에센은 나무가 가득한 풍경이 낯설게 느껴졌다. 그는 2022년에 회상하기를 "그린란드에는 나무가 전혀 없어서, 나는 그 나무들이 얼마나 높고 컸는지 기억한다"고 말했다.[7]
2. ↑  페데트반도의 남쪽에 위치했다.[7]
3. ↑  이 요구는 사회민주당이 당시 정부에 반대하는 입장에 있을 때 제기되었다. 그들이 2011년에 정부에 입각한 후에는 더 이상 이를 주장하지 않았다.[14]
4. ↑  2011년, 티에센은 회고록 《성실함과 바른 행동을 위하여》(For flid og god opførsel)를 출간했는데, 이는 실험 기간 동안의 그의 경험에 초점을 맞추었다. 이 책은 실험에 관한 2010년 영화 《실험》(Eksperimentet)이 개봉된 직후 밀릭 출판사에서 출간되었다.[25]

### 서지
- Betak, Jens; Broberg, Hansigne (2020년 12월 8일). “Eksperimentbarn: Undskyldning skal fejres med mattak og tørfisk” [Experiment child: Apology should be celebrated with muktuk and trout]. 《KNR》 (덴마크어). 2021년 12월 8일에 확인함.
- Finnsson, Luna (2009년 8월 14일). “Greenland demands apology for Danish child experiments”. 《Ice News》. 2022년 1월 17일에 확인함.
- John, Tara (2022년 1월 14일). “How a failed social experiment in Denmark separated Inuit children from their families”. 《CNN》. 2022년 1월 18일에 확인함.
- Kristensen, Kassaaluk (2022년 3월 15일). “Helene Thiesen: Forløsende undskyldning” [Helene Thiesen: Redemptive apology]. 《Sermitsiaq》. 2022년 6월 20일에 확인함.
- Larsen, Knud Fl. (2022년 3월 18일). “Sådan var livet for Gabriel Schmidt efter eksperimentet” [Such was life for Gabriel Schmidt after the experiment]. 《Sermitsiaq》. 2023년 10월 16일에 확인함.
- McLisky, Claire Louise (2017). “The history and legacy of popular narratives about early colonial missions to Greenland and Australia”. 《Journal of Social History》 50 (3): 534–554. doi:10.1093/jsh/shw043. ISSN 1527-1897.
- Minton, Stephen James; Thiesen, Helene (2020). 〈Greenland〉.   Minton, Stephen James. 《Residential schools and indigenous peoples: From genocide via education to the possibilities for process of truth, restitution, reconciliation, and reclamation》. Routledge. doi:10.4324/9780429463044-5. ISBN 9781138615588. S2CID 241922631.
- Mørck, Astrid Helmer (2020년 12월 8일). “Derfor gik eksperimentet med de grønlandske børn galt” [Then, the experiment with the Greenlandic children went wrong]. 《TV2》 (덴마크어). 2021년 12월 26일에 확인함.
- Murray, Adrienne (2022년 3월 9일). “Lost lives of Greenland's Inuit children uprooted by Denmark”. 《BBC News》. 2022년 3월 9일에 확인함.
- Nonbo Andersen, Astrid (2020). 〈The Greenland Reconciliation Commission: Moving away from a legal framework〉.   Alfredsson, Gudmundur; Koivurova, Timo. 《The yearbook of polar law》. Leiden: Koninklijke Brill NV. ISBN 9789004418745.
- Nonbo Andersen, Astrid (2021년 5월 25일). “Et ambivalent opgør”. 《Dansk Institut for Internationale Studier》 (덴마크어). 2022년 1월 22일에 확인함.
- Otzen, Ellen (2015년 6월 9일). “The children taken from home for a social experiment”. 《BBC News》. 2021년 12월 8일에 확인함.
- Poulsen, Regin Winther (2021년 12월 20일). “Greenlanders shipped to Denmark as children seek compensation”. 《Al Jazeera》 (영어). 2021년 12월 26일에 확인함.
- Sørensen, Helle Nørrelund (2022년 2월 28일). “Eksperimentbørn får 250.000 kroner i erstatning fra staten” [Experiment children receive DKK 250,000 in compensation from the state]. 《KNR》. 2023년 10월 16일에 확인함.
- Rud, Søren (2017). 《Colonialism in Greenland: Tradition, governance, and legacy》. Palgrave Macmillan. ISBN 9783319461571.
- “Denmark apologises to children taken from Greenland in a 1950s social experiment”. 《BBC News》. 2020년 12월 8일. 2022년 1월 22일에 확인함.
- “En personlig beretning af 'eksperimentet'” [A personal account of 'the experiment']. 《Sermitsiaq》 (덴마크어). 2011년 3월 25일. 2022년 1월 17일에 확인함.